# Canal de Neuffossé
Der Canal de Neuffossé (manchmal auch: Canal de Neufossé) ist ein französischer Schifffahrtskanal, der in den Départements Nord und Pas-de-Calais in der Region Hauts-de-France verläuft. Er ist heute Teil des Großschifffahrtsweges Dünkirchen-Schelde.

## Geografie
Der Kanal verbindet die Flüsse Leie (franz.: Lys) und Aa und findet im kanalisierten Unterlauf der Aa eine Fortsetzung Richtung Dünkirchen. Es handelt sich um einen Verbindungskanal mit einer Höhendifferenz von etwa 17 Metern.

### Koordinaten
- Ausgangspunkt des Kanals: 50° 38′ 42″ N, 2° 24′ 38″ OKoordinaten: 50° 38′ 42″ N, 2° 24′ 38″ O
- Endpunkt des Kanals: 50° 46′ 25″ N, 2° 15′ 48″ O

## Verlauf und technische Infrastruktur

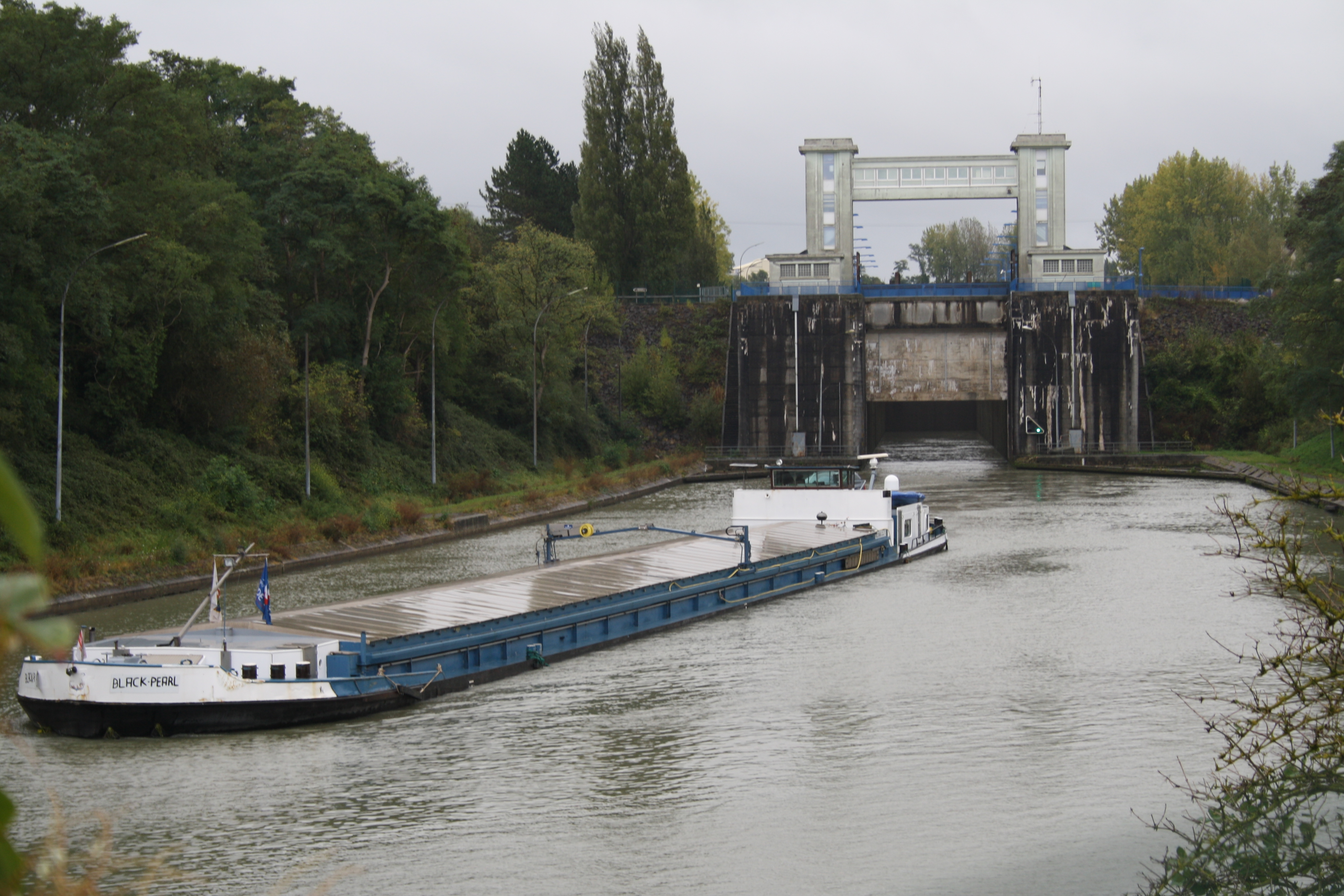
Schachtschleuse Écluse des Fontinettes in Arques

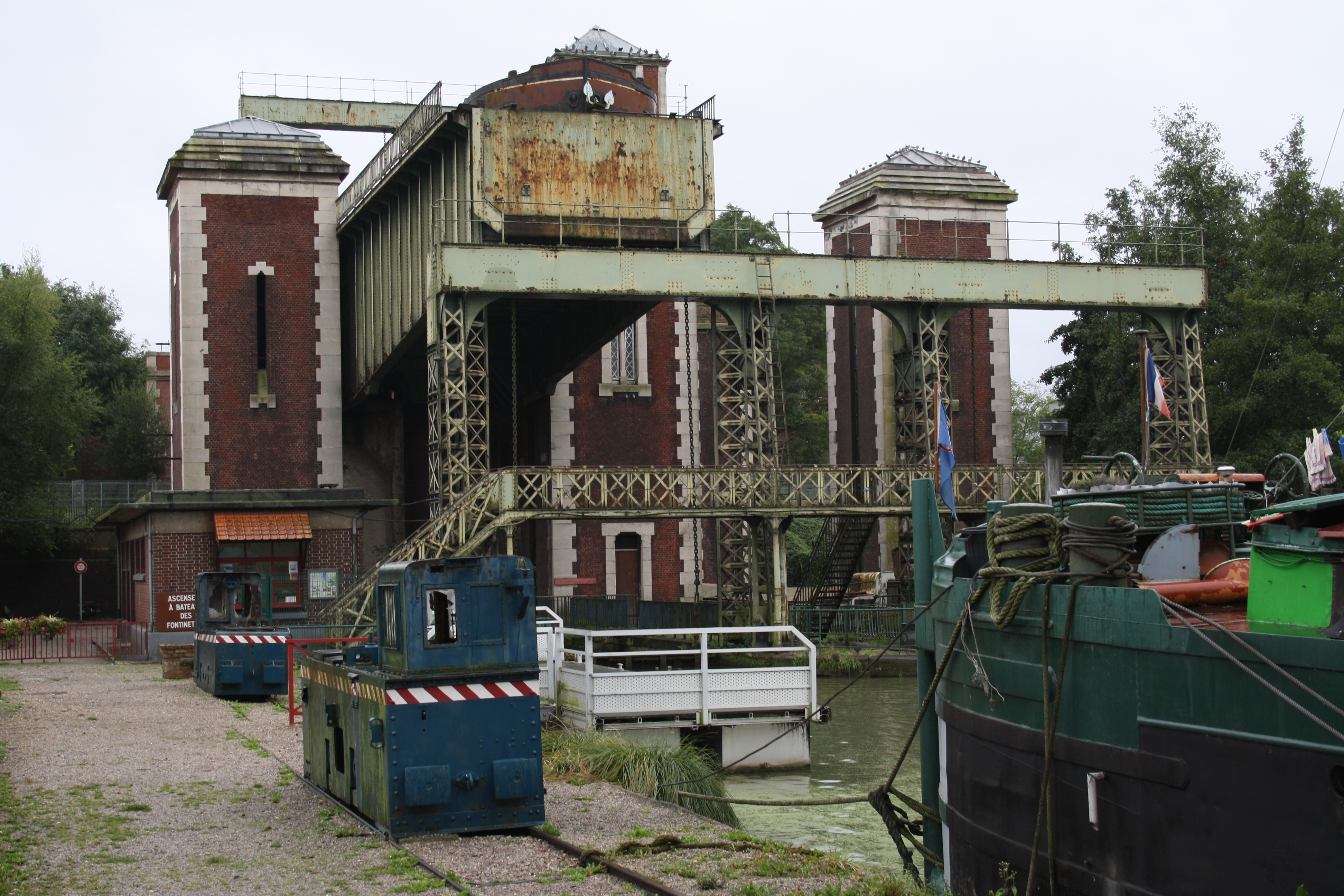
Stillgelegtes Schiffshebewerk Ascenseur des Fontinettes

Der Kanal beginnt bei Aire-sur-la-Lys, an der Abzweigung der kanalisierten Leie und ist die Fortsetzung des dort endenden Canal d’Aire. Er verläuft generell Richtung Nordwest und erreicht bei Arques den Oberlauf der Aa, die jedoch zur Wasserversorgung des alten Kanals und des Stadthafens von Saint-Omer abgezweigt wird. Der neue Kanalabschnitt (Dérivation de Saint-Omer) umgeht die Stadt Saint-Omer im Osten durch die Ausläufer des Regionalen Naturparks Caps et Marais d’Opale und trifft danach wieder mit dem alten Kanal zusammen. Hier endet der Canal de Neuffossé und geht in den kanalisierten Abschnitt der Aa über, der die Fortsetzung des Großschifffahrtsweges Richtung Dünkirchen darstellt. Der Canal de Neuffossé ist rund 20 Kilometer lang und hat zwei Schleusen (Écluse des Fontinettes und Écluse de Flandres), die für Schubverbände mit einer Ladekapazität bis zu 3000 Tonnen dimensioniert sind.

## Geschichte
Erste Planungen und Konzeptionen für den Kanal reichen bis in das Jahr 1053 zurück. Auf Wunsch des Grafen von Flandern Balduin V. wurde er als Verteidigungswerk gegen den römisch-deutschen Kaiser Heinrich III. angelegt, der bereits Lille erobert hatte. Aus dieser Zeit stammt sein Name, der sich von ursprünglich Fossé neuf (Neuer Graben) zu Neuf fossé und Neuffossé veränderte. Hundert Jahre später wurde die aus dem Kanal und einem Abhang bestehende Verteidigungsanlage um kleine Forts ergänzt. Im 18. Jahrhundert entschied Sébastien Le Prestre de Vauban, den Kanal für die Schifffahrt ausbauen zu lassen.
Ernsthaft mit den Bauarbeiten begonnen wurde 1753, die Inbetriebnahme erfolgte im Jahr 1774. Die ursprünglich im Freycinet-Format errichteten Schleusen wurden in den 1960er und 1970er Jahren umgebaut, der Kanal begradigt, verbreitert, vertieft und in den Großschifffahrtsweg Dünkirchen-Schelde integriert. Von der alten Streckenführung sieht man heute noch die aufgelassenen Stadtdurchquerungen, z. B. in Aire-sur-la-Lys und Saint-Omer.
Besonders interessant ist die Schleuse Fontinettes bei Arques: hier wurde ursprünglich die Höhendifferenz von etwa 13 Meter mit einer Schleusentreppe von fünf Schleusen überwunden, bis man diese 1887 durch das Schiffshebewerk Les Fontinettes, ein technisches Meisterwerk zur damaligen Zeit, ersetzte. Beim Ausbau des Großschifffahrtsweges wurde das Schiffshebewerk 1967 außer Betrieb genommen und durch eine moderne Schachtschleuse ersetzt.

## Orte am Kanal
- Aire-sur-la-Lys
- Blaringhem
- Wardrecques
- Arques
- Saint-Omer

## Sehenswürdigkeiten
- Schiffshebewerk Les Fontinettes